# Przedział
Przedział (německy Scheitberg) je hora na polské straně Krkonoš, nacházející se 3 km jihozápadně od Szklarske Poręby, 6 km severovýchodně od Harrachova a 2,5 km severoseverozápadně od Lubochu, jehož je vedlejším vrcholem.
Vrchol je porostlý mladým smrkovým lesem s četnými mýtinami.

## Přístup
Nejjednodušší přístup vede po zeleně značené cestě z Jakuszyc na Szrenici, která po 5 km dojde na křižovatku cest pod sedlem s Lubochem, kde odbočuje doleva (na východ) neznačená cesta na vrchol, vzdálený necelý kilometr. Vrchol leží mimo území národního parku, takže je přístupný i po jiných neznačených cestách, např. od Szklarske Poręby.